# Racomitrium alare
Racomitrium alare là một loài Rêu trong họ Grimmiaceae. Loài này được (Broth.) Paris mô tả khoa học đầu tiên năm 1900.